# تناها
تناها هي بلدة ريفية موريتانية تقع في مقاطعة كنكوصة في منطقة ولاية العصابة الواقعة في جنوب موريتانيا.

## الموقع
تقع بلدة تناها في جنوب مقاطعة كنكوصة في منطقة العصابة الواقعة في جنوب موريتانيا، وتبلغ مساحتها 2852 كيلومتر مربع، ويحدها من جهة الشمال بلدية بلاجميل، ويحدها من جهة الشرق بلدية عين فربه وبلدية لحريجات، ويحدها من جهة الغرب بلدية هامد، بينما تحدها حدود الجمهورية الموريتانية مع مالي من جهة الحنوب.

## السكان
شهدت بلدة تناها نموًّا سكانيًّا ملحوظًا خلال القرن الحادي والعشرين، حيث ارتفع عدد سكان البلدة من 9255 نسمة في عام 2000، إلى 13968 نسمة في عام 2013 بمُعدل نمو سنوي بلغ 3.4٪ على مدى 13 عامًا.

## التاريخ
تأسست بلدة تناها بموجب المرسوم الصادر في 20 أكتوبر عام 1987 بشأن تأسيس البلديات الموريتانية. ويشغل محمد فال ولد باب منصب عمدة بلدية تناها في الوقت الحالي.

## الاقتصاد
تُشكل الزراعة النشاط الاقتصادي الرئيسي لسكان بلدة تناها مثلهم في ذلك مثل سكان جميع البلدات الموريتانية الموجودة في المنطقة تقريبًا. ومع ذلك فلا يزال اقتصاد البلدة متواضعًا وهش بسبب ما يواجهه من عقبات تُعرقل محاولات تنميته، ولا سيما الظروف المناخية أو قلة الإمكانيات المتوفرة للمزارعين. وفي سبيل للتغلب على هذه المعوقات، قامت الحكومة الموريتانية بالتعاون مع المنظمات غير الحكومية المختلفة لتمويل عدد من المشاريع التي تُساعد على تحسين الظروف المعيشية لسكان البلدة. كانت صناعة الفحم الخشبيّ التي تُمارس بصورة غير قانونية في الولاية سببًا من أسباب حرائق الأعشاب وتدمير الغابات، وهو ما كان يؤثّر بالسلب على أنشطة الزراعة وتربية الثروة الحيوانيّة بالبلدة.